# Greta morgane
Greta morgane är en fjärilsart som beskrevs av Charles Andreas Geyer 1833. Greta morgane ingår i släktet Greta och familjen praktfjärilar. Inga underarter finns listade i Catalogue of Life.

## Bildgalleri

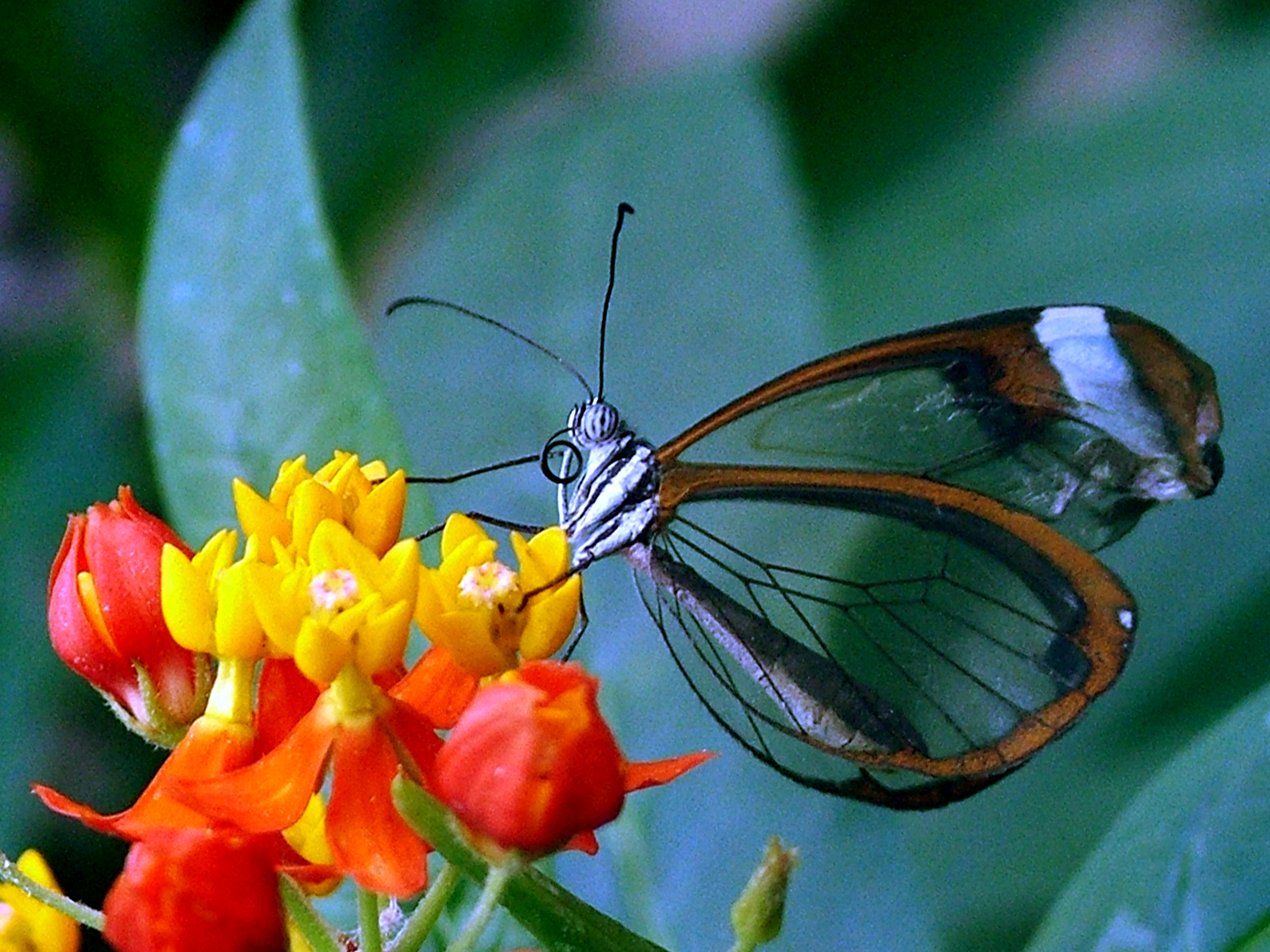
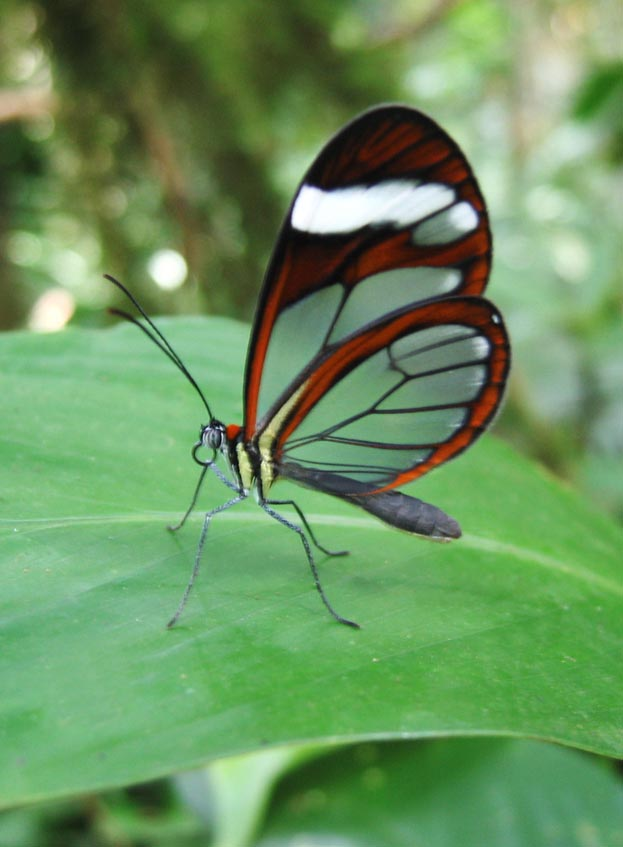
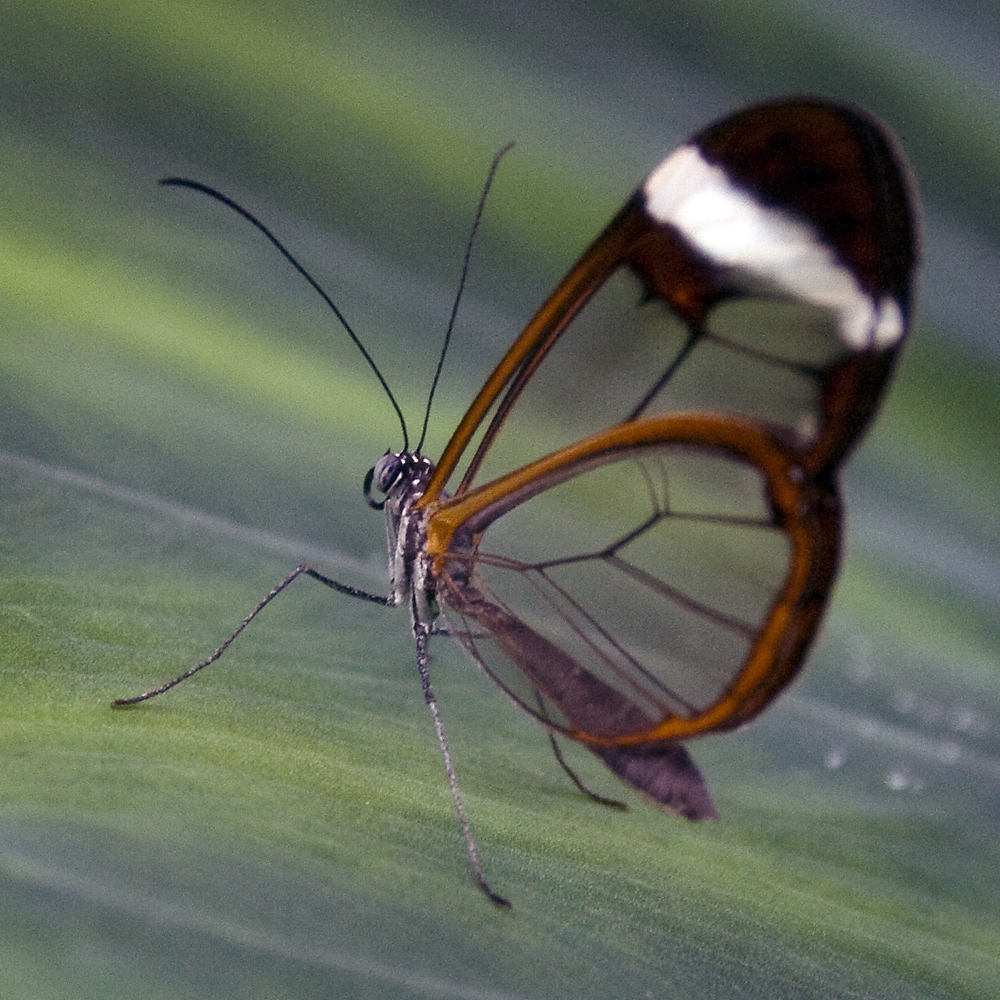
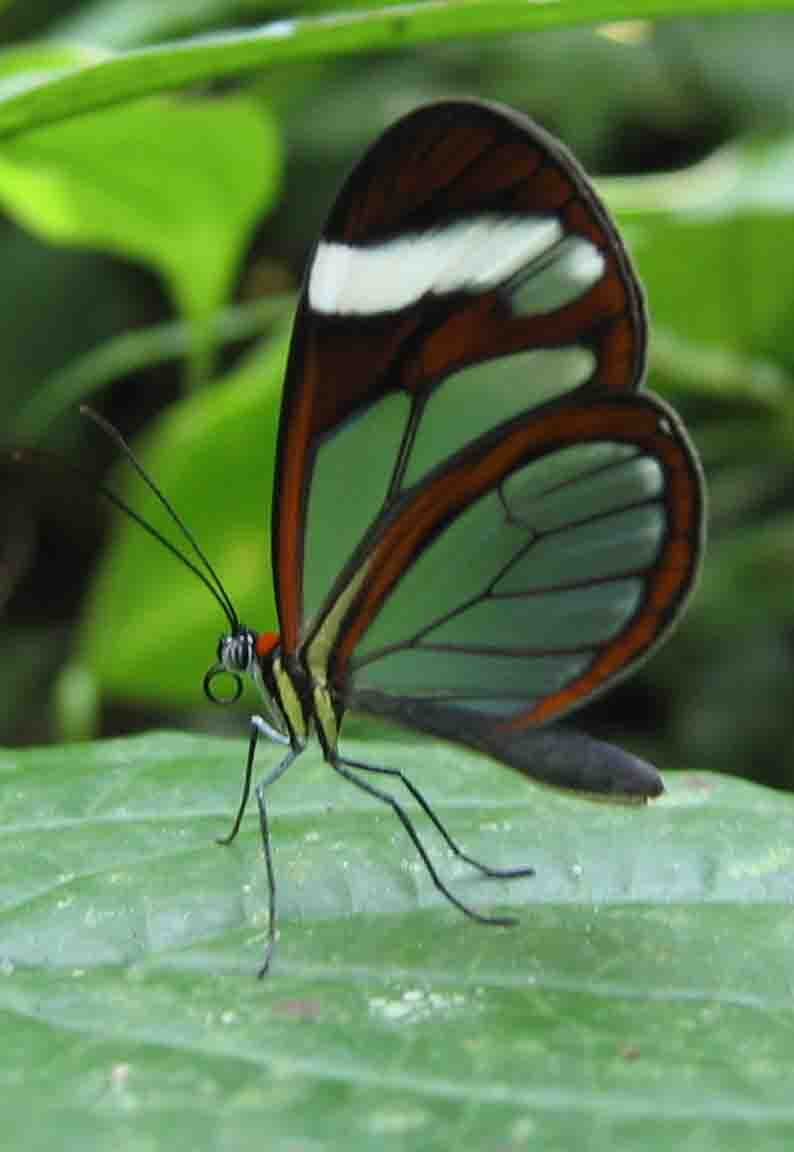
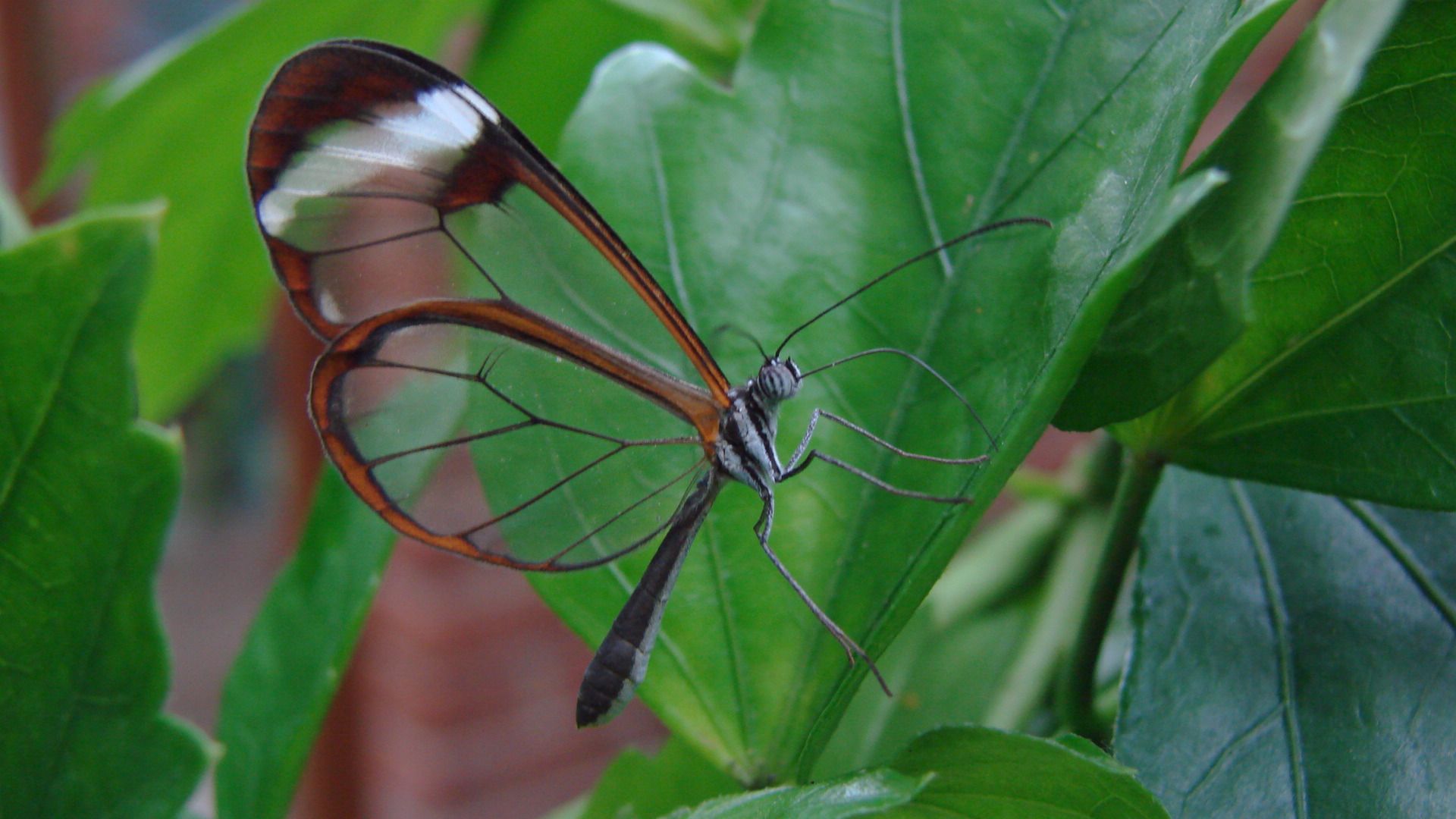